# Gymnetis viserioni
Gymnetis viserioni — вид жуків з родини пластинчастовусих (Scarabaeidae). Описаний у 2018 році. Поширений в Колумбії, Еквадорі та Панамі.

## Назва
Вид названий на честь дракона Вісеріона з серії фентезійних романів «Пісня льоду й полум'я».